# Gaëtan Coucke
Gaëtan Coucke, né le 3 novembre 1998 à Tongres en Belgique, est un footballeur belge qui joue au poste de gardien de but.

## Biographie

### En club

#### KRC Genk
Né à Tongres en Belgique, Gaëtan Coucke est notamment formé par le KRC Genk, qu'il rejoint en 2006. Le 29 août 2018, Coucke prolonge son contrat avec Genk, étant alors lié au club jusqu'en juin 2021.
Pour la saison 2018-2019 Coucke est prêté au Lommel SK, en deuxième division belge. Il y fait une saison pleine en tant que titulaire.
Coucke participe à la Ligue des champions avec le KRC Genk. Il joue son premier match dans la compétition le 17 septembre 2019 face au Red Bull Salzbourg. Une rencontre que son équipe perd lourdement sur le score de six buts à deux.
Le 2 octobre 2019, à l'occasion de la réception du Napoli à la Luminus Arena, le KRC Genk permet d'accrocher le score nul et vierge grâce à des arrêts décisifs de Coucke.

#### KV Malines
Le 30 juin 2020 est annoncé le transfert de Gaëtan Coucke au KV Malines, le gardien s'engageant pour un contrat de trois ans plus une année supplémentaire en option.

#### Exil en Arabie saoudite
Lors du mercato estival 2024, alors que son contrat avec le Malinwa a expiré, Coucke signe à l'Al-Orobah en Saudi Pro League et devient ainsi le cinquième belge à s'exiler en Arabie saoudite.

### En sélections nationales
Gaëtan Coucke est sélectionné avec l'équipe de Belgique des moins de 17 ans pour disputer le Championnat d'Europe des moins de 17 ans en 2015. Mais il reste sur le banc tout au long de la compétition. La même année il est également sélectionné avec cette catégorie pour disputer la Coupe du monde des moins de 17 ans, où il joue cette fois-ci un match. Au total il fait cinq apparitions avec les moins de 17 ans, toutes en 2015.
Coucke joue un seul match avec les moins de 18 ans, le 1er octobre 2015 face à la Turquie (0-0 score final).
En novembre 2020, Coucke est appelé pour la première fois avec l'équipe nationale de Belgique par le sélectionneur Roberto Martínez. Il reste toutefois sur le banc face au Danemark et ne joue pas lors de ce rassemblement.

## Statistiques

### En club
| Saison                | Club                  | Championnat           | Championnat | Championnat | Coupe(s) nationale(s) | Coupe(s) nationale(s) | Supercoupe | Supercoupe | Compétition(s) continentale(s) | Compétition(s) continentale(s) | Compétition(s) continentale(s) | Autres compétitions | Autres compétitions | Autres compétitions | Total | Total |
| Saison                | Club                  | Division              | M.          | B.          | M.                    | B.                    | M.         | B.         | Comp.                          | M.                             | B.                             | Comp.               | M.                  | B.                  | M.    | B.    |
| 2016-2017             | KRC Genk              | Division 1A           | 0           | 0           | -                     | -                     | -          | -          | C3                             | -                              | -                              | PO2+BE              | -                   | -                   | 0     | 0     |
| 2017-2018             | KRC Genk              | Division 1A           | 0           | 0           | 0                     | 0                     | -          | -          | -                              | -                              | -                              | PO1+BE              | -                   | -                   | 0     | 0     |
| 2019-2020             | KRC Genk              | Division 1A           | 18          | 0           | 0                     | 0                     | 0          | 0          | C1                             | 5                              | 0                              | -                   | -                   | -                   | 23    | 0     |
| Sous-total            | Sous-total            | Sous-total            | 18          | 0           | 0                     | 0                     | 0          | 0          | -                              | 5                              | 0                              | -                   | -                   | -                   | 23    | 0     |
| 2018-2019             | Lommel SK (prêt)      | Division 1B           | 28          | 0           | 0                     | 0                     | -          | -          | -                              | -                              | -                              | PO3                 | 6                   | 0                   | 34    | 0     |
| 2020-2021             | KV Malines            | Division 1A           | 16          | 0           | 3                     | 0                     | -          | -          | -                              | -                              | -                              | PO2                 | -                   | -                   | 19    | 0     |
| 2021-2022             | KV Malines            | Division 1A           | 30          | 0           | 1                     | 0                     | -          | -          | -                              | -                              | -                              | PO2                 | 5                   | 0                   | 36    | 0     |
| 2022-2023             | KV Malines            | Division 1A           | 29          | 0           | 3                     | 0                     | -          | -          | -                              | -                              | -                              | -                   | -                   | -                   | 32    | 0     |
| 2023-2024             | KV Malines            | Division 1A           | 30          | 0           | -                     | -                     | 1          | 0          | -                              | -                              | -                              | PO2                 | 6                   | 0                   | 37    | 0     |
| Sous-total            | Sous-total            | Sous-total            | 105         | 0           | 7                     | 0                     | 1          | 0          | -                              | -                              | -                              | -                   | 11                  | 0                   | 124   | 0     |
| 2024-2025             | Al-Orobah             | Saudi Pro League      | 32          | 0           | 1                     | 0                     | -          | -          | -                              | -                              | -                              | -                   | -                   | -                   | 33    | 0     |
| Total sur la carrière | Total sur la carrière | Total sur la carrière | 183         | 0           | 8                     | 0                     | 1          | 0          | -                              | 5                              | 0                              | -                   | 17                  | 0                   | 214   | 0     |

## Palmarès

### En club
|  |  | KRC Genk - Supercoupe de Belgique (1) : - Vainqueur : 2019. |  | KV Malines - Coupe de Belgique : - Finaliste : 2023. - Supercoupe de Belgique : - Finaliste : 2023. |

### En sélections nationales
|  |  | Belgique -17 ans - Coupe du monde -17 ans : - Troisième : 2015. |